# Pierre Schoendoerffer
Pierre Schoendoerffer (5 de mayo de 1928 – 14 de marzo de 2012) fue un director y guionista cinematográfico, escritor, corresponsal de guerra, veterano de la guerra de Indochina, y académico de nacionalidad francesa. Fue presidente de la Academia de Bellas Artes (Francia) entre 2001 y 2007.
Recibió un Óscar al mejor documental largo por La Section Anderson, film que seguía durante seis semanas a un pelotón de soldados estadounidenses en la guerra de Vietnam.

## Biografía

### Familia
Nació en Chamalières, Francia, en el seno de una familia protestante de Alsacia. Su abuelo materno fue voluntario del Ejército Francés en 1914, a los 66 años de edad, con el empleo de Capitán, resultando muerto en la Batalla del Camino de las Damas. Su padre era director del hospital de Annecy, muriendo poco después del final de la Batalla de Francia (1940), en la que resultó herido.
Schoendoerffer conoció a su esposa, Patricia Chauvel, en Marruecos (entonces un protectorado hispanofrancés). Ella era periodista de France Soir, hija de Jean Chauvel y hermana de Jean-François Chauvel. Tuvieron tres hijos, el actor y guionista Frédéric Schoendoerffer, el director y productor Ludovic Schoendoerffer, y la actriz Amélie Schoendoerffer.

### Primeros años (1942–47)
Durante la Segunda Guerra Mundial Schoendoerffer perdió a su padre, y no tenía Buenos resultados con sus estudios en Annecy. En el invierno de 1942–43 leyó la novela de aventuras de Joseph Kessel Fortune Carrée (1932), la cual cambió sus ambiciones, decidiendo hacerse marino y recorrer el mundo
En 1946 pasó el verano como pescador a bordo de un pequeño arrastrero en la bahía de Bourgneuf-en-Retz, cerca de Pornic. De su experiencia extraería más adelante Than, the Fisherman, rodada en Vietnam, y Pêcheur d'Islande.
Al siguiente año volvió a la misma zona, y embarcó en un carguero sueco en Boulogne.

### De marinero a cámara bélico (1947–54)
En 1947, a bordo de un carguero de cabotaje, viajó dos años por el Mar Báltico y el Mar del Norte. Esta experiencia se reflejaría Sept Jours en mer, Le Crabe-tambour, e incluso en Là-haut, un roi au-dessus des nuages.
Desde 1949 a 1950 dejó el mar para cumplir el servicio militar en el Batallón de Cazadores Alpinos n.º 13, con base en Chambéry y Modane. La Infantería Alpina sería el Cuerpo del personaje del título en L'Honneur d'un Capitaine.
El joven Schoendoerffer reconocía que no había nacido para ser marinero, pero tampoco deseaba ser soldado, pensando que perdía el tiempo. Lo que quería era rodar películas. Al no conseguir entrar en la industria televisiva y cinematográfica, decidió dedicarse a la fotografía. Un día leyó en Le Figaro un artículo sobre el cámara Georges Kowal, muerto en acción en la guerra de Indochina, y decidió probar suerte en el Service Cinématographique des Armées (actual ECPAD).
A finales de 1951 se presentó voluntario para trabajar como reportero de Guerra del Ejército Francés, siendo enviado a o Saigón, en la Indochina francesa. Allí, el cabo Schoendoerffer trabó amistad con el sargento del Service Presse Information Jean Péraud, que le tomó como su protegido.
La primera producción de Schoendoerffer para el SCA fue un corto documental de 9 minutos, Épreuves de Tournage de la Guerre d'Indochine (1952).
En 1954, su amigo y superior Péraud le pidió mediante un telegrama que se reuniera con él en la Batalla de Dien Bien Phu, por lo que se lanzó con el 5.º Batallón Paracaidista Vietnamita. Como resultado de ello, el Cabo Schoendoerffer "celebró" su 26 cumpleaños en medio de un sitio de 57 días de duración. Él filmó toda la batalla para el SCA, pero tras el cese el fuego y la derrota francesa, al igual que otros soldados que destruyeron su equipo para que no fuera capturado por el Viet Minh, Schoendoerffer destruyó sus cintas y su cámara. 

### De prisionero a corresponsal de guerra (1954–56)
Tras la batalla, el 7 de mayo de 1954 fue capturado y enviado a un campo de reeducación del Viet Minh. Durante la marcha al campo, y siguiendo a Jean Péraud, intentó escapar con el jefe de paracaidistas Marcel Bigeard, pero fue capturado de nuevo. Péraud desapareció, y se le considera desaparecido en acción. Schoendoerffer fue liberado por el Viet Minh cuatro meses después, el 1 de septiembre de 1954. En el décimo aniversario de la batalla, en París, Schoendoerffer fue invitado con Bigeard a comentar las cintas que el Viet Minh había rodado sobre los hechos.
Finalizada la guerra de Indochina, Schoendoerffer dejó el ejército y trabajó como corresponsal de Guerra en Vietnam del Sur para publicaciones francesas y estadounidenses: Paris Match, France Soir, Time, Life, y Look. En 1955 volvió a Francia, hacienda escalas en Hong Kong, Taipéi, Japón, Hawái y San Francisco.
En Hong Kong, y a través de la agencia de noticias Agence France-Presse, conoció a Joseph Kessel, el aventurero, corresponsal, novelista y aviador francés de las dos guerras mundiales, cuya obra Fortune Carrée él había admirado desde niño. Schoendoerffer narró sus tres años de aventuras en Indochina a Kessel, que quedó impresionado, acordando ambos estar en contacto una vez en París.
En Hollywood Schoendoerffer fue aprendiz cinematográfico durante diez días, gracias a sus contactos con la revista Life magazine pero, al no disponer de una Green Card, finalmente se vio forzado a dejar el país.
De nuevo en Francia, firmó su primer importante contrato con Pathé News, y dos semanas después fue a Marruecos, donde se emulaba la rebelión anticolonial de la Argelia francesa. Trabajó como corresponsal de guerra, filmando los altercados para el público francés – Marruecos era entonces un protectorado de Francia. Allí conoció a Patricia, una periodista de France Soir, con la que se casaría en 1958.
En 1956 dejó la compañía Pathé, que le amenazó con impedirle volver a hacer cine.

### Escritor y director (1956–2003)
En ese momento, su prometida, Patricia, le convenció para contactar de nuevo con Joseph Kessel.
Kessel realmente le estaba buscando, pues tenía un proyecto cinematográfico en Afganistán, La Passe du diable, y quería que Schoendoerffer lo dirigiera. Kessel escribió el guion, Raoul Coutard fue encargado de la fotografía, Jacques Dupont ayudante de dirección de Schoendoerffer, y produjo el film Georges de Beauregard.
En 1959, Pierre Lazareff, fundador del periódico France Soir (donde Patricia Schoendoerffer y Joseph Kessel trabajaban), le pidió dirigir un reportaje sobre la guerra de Independencia de Argelia para su show televisivo Cinq colonnes à la une (ORTF). Gracias a Lazareff él volvió a Vietnam en 1966, rodando su aclamado La Section Anderson para ORTF.
L'Adieu au roi, obra publicada en 1969, obtuvo el Premio Interallié. El director estadounidense John Milius adaptó la novela en 1989 con el film Farewell to the King, protagonizado por Nick Nolte.
Pierre Schoendoerffer escribió en 1976 una novela, Le Crabe-tambour, que obtuvo el Gran Premio de Novela de la Academia Francesa. Él la adaptó al cine al año siguiente, rodando durante siete semanas, en invierno y en el Atlántico Norte, a bordo del buque de guerra Jauréguiberry. Estrenada en noviembre de 1977, el film recibió tres Premios César en 1978.
En 1991 volvió a Điện Biên Phủ y recreó la batalla en un docudrama del mismo título, en el cual su hijo Frédéric interpretaba a su padre. En el film participaron componentes de los ejércitos vietnamita y francés.
En la década de 2000 escribió la novela L'Aile du Papillon (2003) y Là-Haut, un roi au-dessus des nuages, adaptación teatral de la novela que escribió en 1981 Là-Haut.
Pierre Schoendoerffer fue elegido el 23 de marzo de 1988 miembro de la Academia de Bellas Artes (Francia), presidiendo la misma a partir de 2001.
Pierre Schoendoerffer falleció el 14 de marzo de 2012 en el Hospital Militar Percy, en Clamart, Francia. Tenía 83 años de edad. El 19 de marzo, aniversario de su lanzamiento sobre Ðiện Biên Phủ, se celebró su funeral en la catedral de Los Inválidos, en París, al que siguió un homenaje nacional en presencia del primer ministro François Fillon, el ministro de Defensa Gérard Longuet, y el ministro de Cultura y Comunicación Frédéric Mitterrand.

## Premios y nominaciones
Premios Óscar
| Año  | Categoría              | Película            | Resultado |
| ---- | ---------------------- | ------------------- | --------- |
| 1968 | Mejor documental largo | La Section Anderson | Ganador   |

Honores militares
- Medalla Militar

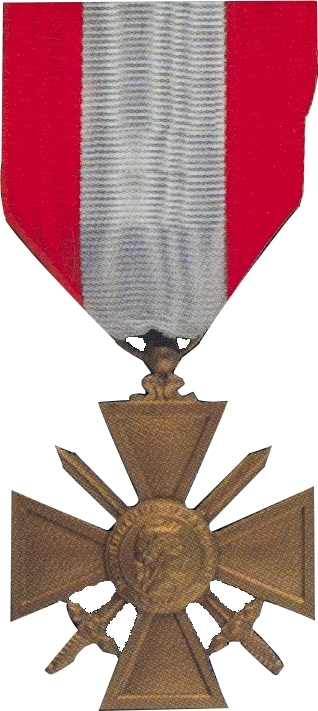
Cruz de guerra de teatros de operaciones exteriores

- Cruz de guerra de teatros de operaciones exteriores
- Cruz de combatiente voluntario

Honores académicos
- Comendador de la Legión de Honor
- Oficial de la Orden Nacional del Mérito
- Oficial de la Orden de las Artes y las Letras
- Caballero de la Orden de las Palmas Académicas
- Presidente de la Académie en 2001 y 2007
- Vicepresidente (elegido en 2012) en el momento de su muerte

Premios artísticos
- 1965:  Festival de Cannes Premio del Festival de Cannes al mejor guion: La 317e section
- 1967:  Prix Italia: La Section Anderson
- 1967:  Premio del Mérito de la BBC: La Section Anderson
- 1969:  Prix Interallié: L'Adieu au roi
- 1978 : César al mejor actor, César al mejor actor secundario, César a la mejor fotografía por Le Crabe-tambour
- 1984 : Premio Vauban por el conjunto de su obra artística
- 2008 : Premio Henri-Langlois de la villa de Vincennes por su trabajo como director

## Filmografía

### Largometrajes
- 1958: Ramuntcho, basado en la novela Ramuntcho, de Pierre Loti
- 1959: Pêcheur d'Islande, basado en la novela de Pierre Loti
- 1965: Sangre en Indochina, basado en su novela de 1953
- 1966: Objectif 500 millions
- 1977: Le Crabe-tambour, basado en su novela de 1976
- 1982: L'Honneur d'un Capitaine
- 1992: Dien Bien Phu
- 2004: Là-haut, un roi au-dessus des nuages, basado en su novela de 1981

### Largometrajes documentales
- 1956: La Passe du diable, codirigido con Jacques Dupont, escrito por Joseph Kessel
- 1967: La Section Anderson
- 1976: La Sentinelle du matin[8]
- 1975: Al-Maghrib al-Aqsa
- 1986: Le Défi
- 1989: Réminiscences

### Cortos
- 1958: Than, le Pêcheur

### Cortos documentales
- 1952: Épreuves de Tournage de la Guerre d'Indochine
- 1959: L'Algérie des combats
- 1963: Attention Hélicoptère
- 1973: Sept Jours en mer[9]

## Obra literaria

### Novelas
- 1963 : La 317e Section
- 1969 : L'Adieu au roi
- 1976 : Le Crabe-tambour (Gran Premio de Novela de la Academia Francesa)
- 1981 : Là-haut
- 2003 : L'Aile du papillon

### Ensayos
- Dien Bien Phu 1954/1992, De la bataille au film, Éditions Fixot-Lincoln, 1992
- Prefacio de Pierre Schoendoerffer para el álbum La Guerre d'Indochine, de Patrick Buisson, éditions Albin Michel, 2009